# Versuch einer Anweisung die Flöte traversière zu spielen
Versuch einer Anweisung die Flöte traversière zu spielen är en lärobok, skriven av Johann Joachim Quantz, dedicerad till Fredrik II av Preussen, utgiven 1752 av den berlinske förläggaren Johann Friedrich Voß. Det är en lärobok i traversflöjtspelets konst och behandlar ämnen som flöjtens historia, fingersättning, tonansats, kadensspel etcetera. Bokens fullständiga titel är:
Versuch einer Anweisung die Flöte traversière zu spielen; mit verschiedenen, zur Beförderung des guten Geschmacks in der praktischen Musik dienlichen Anmerkungen begleitet, und mit Exempeln erläutert. Nebst XXIV. Kupfertafeln.
Boken är såväl en viktig källa för studiet av barockens uppförandepraxis som en användbar lärobok för praktiserande musiker och lärare. Boken ger handfasta råd om bland annat ensemblespel, ackompanjemang och stilistisk gestaltning.

## Utgåvor
- J. J. Quantz, Versuch einer Anweisung die Flöte traversière zu spielen, 1752 års original i återutgåva, Bärenreiter, Kassel 1997, ISBN 3761813902

- Online-utgåva: http://www.koelnklavier.de/quellen/quantz/_index.html
- Online-utgåva: http://www.steglein.com/Texts/QVersuch/qversuchTOC.php